# Episodi di Babylon Berlin (quarta stagione)
La quarta stagione della serie televisiva Babylon Berlin è stata trasmessa in Germania su Sky 1 dall'8 ottobre al 12 novembre 2022.
In Italia la stagione è andata in onda in prima visione sul canale satellitare Sky Atlantic dall'11 ottobre al 15 novembre 2022.
| nº | Titolo originale | Prima TV Germania | Prima TV Italia  |
| -- | ---------------- | ----------------- | ---------------- |
| 1  | Episode 1        | 8 ottobre 2022    | 11 ottobre 2022  |
| 2  | Episode 2        | 8 ottobre 2022    | 11 ottobre 2022  |
| 3  | Episode 3        | 15 ottobre 2022   | 18 ottobre 2022  |
| 4  | Episode 4        | 15 ottobre 2022   | 18 ottobre 2022  |
| 5  | Episode 5        | 22 ottobre 2022   | 25 ottobre 2022  |
| 6  | Episode 6        | 22 ottobre 2022   | 25 ottobre 2022  |
| 7  | Episode 7        | 29 ottobre 2022   | 1 novembre 2022  |
| 8  | Episode 8        | 29 ottobre 2022   | 1 novembre 2022  |
| 9  | Episode 9        | 5 novembre 2022   | 8 novembre 2022  |
| 10 | Episode 10       | 5 novembre 2022   | 8 novembre 2022  |
| 11 | Episode 11       | 12 novembre 2022  | 15 novembre 2022 |
| 12 | Episode 12       | 12 novembre 2022  | 15 novembre 2022 |